# Liste des gouverneurs des départements du Guatemala
Cette page dresse la liste des gouverneurs actuels des 22 départements du Guatemala.

## Gouverneurs
| Département    | Nom                               | Depuis (le)     |
| -------------- | --------------------------------- | --------------- |
| Alta Verapaz   | Ronald Sierra                     | Février 2012    |
| Baja Verapaz   | Rafael Mayen                      | Février 2012    |
| Chimaltenango  | Guillermo Lam                     | Février 2012    |
| Chiquimula     | Roel de Jesús Pérez Argueta       | 17 juin 2013    |
| El Progreso    | Gustavo Adolfo Sosa García        | 10 mars 2017    |
| Escuintla      | Luis Logan                        | Février 2012    |
| Guatemala      | Luis Alonso Palma                 | Février 2012    |
| Huehuetenango  | Julio René Calderón Flores        | 10 mars 2017    |
| Izabal         | Raúl Enrique Estrada              | Février 2012    |
| Jalapa         | Amílcar Agusto Verganza Colindres | 22 octobre 2013 |
| Jutiapa        | Jaime Estrada                     | Février 2012    |
| Petén          | Juan José Pinto Estrada           | Février 2013    |
| Quetzaltenango | Dora Alcahé                       | Février 2012    |
| Quiché         | Fredy Francisco Noriega           | 10 mars 2017    |
| Retalhuleu     | Mynor Amílcar Cordón Rojas        | 17 juin 2013    |
| Sacatepéquez   | Carlos Rafael Moreira Salazar     | 10 mars 2017    |
| San Marcos     | Oswin René Morales Flores         | 10 mars 2017    |
| Santa Rosa     | Héctor Eduardo Flores Moscoso     | 10 mars 2017    |
| Sololá         | Luis García                       | Février 2012    |
| Suchitepéquez  | Luis Antonio Herrera Rabanales    | 10 mars 2017    |
| Totonicapán    | Marvin Estuardo Alvarado Morales  | 10 mars 2017    |
| Zacapa         | Carolina Orellana                 | Février 2012    |

## Lien(s) externe(s)
- « Juramentan a 22 gobernadores departamentales »
- « Juramentan al nuevo gobernador de Jalapa »
- « Jimmy Morales cambia a ocho gobernadores departamentales »